# تشالنجر المحدودة
شركة تشالنجر المحدودة هي مزود خدمات حفر آبار النفط والغاز وصيانة أبار. تقع أعمال تشالنجر في منطقة الشرق الأوسط وشمال إفريقيا، ويقوده حاليًا رئيس مجلس الإدارة حسن تاتانيكي. تأسست الشركة في عام 1991 وتم تشغيلها لأول مرة في أفريقيا وتوسعت لاحقًا في الشرق الأوسط.
تشالنجر المحدودة هي شركة تقدم خدمات حفر آبار النفط والغاز وأعمال الحفر. تمتلك الشركة وتدير 25 منصة حفر في ليبيا تقدم خدمات الحفر وحفر آبار النفط والغاز والمياه، ولها مكاتب في مصر والسعودية والإمارات العربية المتحدة. يشير صيانة أبار إلى أي نوع من تدخل آبار النفط التي تنطوي على تقنيات الغازية، مثل الأسلاك السلكية أو الأنابيب الملتفة أو القذف. وبشكل أكثر تحديداً، سوف يشير إلى العملية الباهظة لسحب واستكمال الإنجاز (بئر النفط).
لديها قاعدة عملاء واسعة، بما في ذلك العديد من شركات النفط الوطنية وكذلك الشركات الدولية مثل أجيب / إني وتوتال وماراثون للبترول وفيبا وفيرنيكس للطاقة. تعمل شركة تشالنجر كمقاول منتظم من الباطن لشركة النفط الوطنية الليبية المملوكة للدولة الليبية. تشالنجر هي واحدة من أقدم شركات الحفر في أفريقيا، وخاصة في ليبيا. منذ نشأتها، نمت الشركة كل عام مما أدى إلى نتائج مالية رائعة. تشالنجر هي شركة خاصة محدودة بالأسهم المسجلة في السجل العام لجزيرة آيل أوف مان، ببريطانيا العظمى وهي تعمل ككيان تجاري من خلال شبكة من الفروع في ليختنشتاين والشرق الأوسط وأفريقيا. تشمل الاستشارات المالية وشركات التدقيق كيه بي إم جي وبرايس ووتر هاوس كوبرز.

## الأستحواذ على بنك
في عام 2006، استحوذ فينشر كابيتال بنك، وهو بنك استثماري مقره البحرين، مع شريكه، شركة الأسهم الخاصة الأمريكية جلوبال للأسواق الناشئة، على حصة كبيرة في الشركة. بلغت تكلفة الاستحواذ حوالي 50 مليون دولار وتم تمويله بشكل مشترك من قبل بنك في سي وفي سي. أثبتت هذه الصفقة أن منطقة الشرق الأوسط وشمال إفريقيا تحتوي على العديد من الفرص الاستثمارية الجذابة والمغمورة والممثلة في الشركات الخاصة مثل تشالنجر.
الاستثمار مفيد لكلا الطرفين، مما يتيح لشركة تشالنجر تحقيق خطتها للنمو ومساعدة بنك في سي على تحقيق أهدافه المتمثلة في دعم الشركات في منطقة الشرق الأوسط وشمال إفريقيا. وقال حسن تاتاناكي، رئيس مجلس إدارة تشالينجر: "من بين طرق التمويل البديلة المتاحة، قررت إدارة تشالنجر الشراكة مع بنك قي سي وجيم لتزويد وتسريع خطط توسيع القدرات وتغطيتها الجغرافية. وأضاف تاتانيكي "في قطاع النفط، مع ليبيا على وجه الخصوص، كان إنتاج النفط في السبعينيات أكثر من 3 ملايين برميل في اليوم مقارنة بمستويات اليوم البالغة 1.6 مليون برميل في اليوم. مع احتياطيات النفط المؤكدة من 41.5 بليون برميل (6.60×109 م3) من النفط الخام الخفيف الحلو بشكل أساسي في يناير 2007، تم تقديم خطة قوية من قبل الحكومة الليبية لتعزيز قدرات الإنتاج إلى 3 ملايين برميل يومياً بحلول عام 2010. منذ رفع العقوبات، تم منح امتيازات الاستكشاف لشركات الاستكشاف الدولية، والتي تأمل في حفر 50 بئر استكشاف سنويًا. "
وأضاف عبد اللطيف محمد جناحي الرئيس التنفيذي لبنك في سي، «إن استثماراتنا في شركة تشالنجر ستساعد الشركة على انتزاع إمكانات النمو الاستثنائية في ليبيا ودخول الأسواق الدولية. تسبب ارتفاع أسعار النفط في خلل في العرض / الطلب على منصات النفط في جميع أنحاء العالم، مما دفع شركات النفط والغاز إلى إنفاق المزيد على التنقيب والإنتاج. وقد أدى ذلك بدوره إلى زيادة الطلب على مقاولي حفر البترول مثل تشالنجر.»

## روابط خارجية
- تشالنجر المحدودة الموقع